# Josiah S. Johnston
Josiah Stoddard Johnston, född 24 november 1784 i Salisbury, Connecticut, död 19 maj 1833 i en explosion ombord ångbåten Lioness i Louisiana, var en amerikansk politiker. Han representerade delstaten Louisiana i båda kamrarna av USA:s kongress, först i representanthuset 1821-1823 och sedan i senaten från 1824 fram till sin död.
Johnston utexaminerades 1802 från Transylvania University. Han studerade sedan juridik och inledde sin karriär som advokat i Alexandria. Han arbetade som domare i Louisiana 1812-1821.
Johnston blev invald i representanthuset i kongressvalet 1820. Han efterträddes 1823 som kongressledamot av Edward Livingston.
Senator James Brown avgick i december 1823 för att tillträda som chef för USA:s diplomatiska beskickning i Frankrike. Johnston blev utnämnd till Browns efterträdare i senaten i januari 1824. Han valdes 1825 till en sexårig mandatperiod i senaten och omvaldes sex år senare. Johnston var anhängare av John Quincy Adams och motståndare till Andrew Jackson. Han omkom i en explosion och efterträddes av Alexander Porter.
Johnstons grav finns på Rapides Cemetery i Pineville.